# Большая игра (передача)
Большая игра — телевизионный проект Михаила Леонтьева, цикл передач «Первого канала», рассказывающий о Большой игре (противостоянии Российской и Британской империй), противостоянии СССР и США («холодная война») и о современной геополитике. Премьерный показ программы прошёл в эфире с 14 октября по 2 декабря 2007 года. Цикл был повторно демонстрирован дважды — с 1 по 11 сентября 2008 года и с 21 до 31 марта 2022 года.
Не следует путать с одноимённым общественно-политическим ток-шоу, выходящим на этом же канале с 2018 года.

## Структура цикла
Цикл включает 8 серий, расположенных в хронологическом порядке. Цикл передач начался с известного высказывания Редьярда Киплинга: «Когда все умрут, только тогда закончится Большая игра».

Мы начинаем с ситуации, сложившейся вокруг России в конце 18-го века и заканчиваем нашими днями. Наши «сквозные», используемые на протяжении всего фильма, экскурсы в прошлое убедят зрителя в том, что фильм не про историю, а ПРО СЕЙЧАС.— М. Леонтьев Большая игра (недоступная ссылка)
Ставшая благодаря проекту популярной метафора «большой игры» используется в том числе для описания системы международных взаимодействий в Средней Азии, где четыре бывшие советские республики получили независимость.
По словам Михаила Леонтьева, сбор материалов для сериала занял три года. В издательстве «Астрель-СПб» также вышла книга Леонтьева «Большая игра», основанная на одноимённом цикле телепередач.